# Neolarra pruinosa
Neolarra pruinosa là một loài Hymenoptera trong họ Apidae. Loài này được Ashmead mô tả khoa học năm 1890.